# Stockholm All Stars
Stockholm All Stars var ett rockband som verkade mellan november 1985 och augusti 1988.

## Historik
Bandet bildades i november 1985 som något av ett hobbyband vid sidan av medlemmarnas övriga engagemang. Man skulle spela lite på skoj några måndagar på Harmony Bar på Norrtullsgatan vid Odenplan i Stockholm. Måndagar var spellediga dagar, t.ex. från showkrogen Börsen (tidigare och senare Hamburger Börs) där flera av musikerna just då jobbade med en Lill-Babs-föreställning.
Man kallade det hela "Bloody Mondays" och hade premiär den 25 november 1985. Repetitionerna var i princip obefintliga, de inskränkte sig till en kombinerad soundcheck och genomkörning på eftermiddagen innan premiärkvällen. Innan dess hade var och en haft instudering på egen hand genom lyssning på kassetter som Mike Watson hade skickat ut till alla.
Bandet bestod av:
- Mike Watson - sång, bas
- Robert Wells - piano, keyboards, sång
- Lasse Wellander - gitarr
- Chino Mariano - gitarr
- Johan Stengård - saxofon
- Erik Häusler - saxofon
- Peter Milefors - trummor

På premiärkvällen var Harmony Bar till bandets stora och lite chockartade förvåning och glädje helt fullsatt. Det var också lång kö ute på gatan, detta utan någon större marknadsföring. I publiken fanns många vänner och kollegor ur landets artistelit, också spellediga på måndagar.
"Bloody Mondays" fortsatte på Harmony Bar en bit in på 1986, man gjorde också ett direktsänt radioprogram därifrån. Vid något tillfälle vikarierade Anders Berglund för Robert Wells. Man spelade även en period på Restaurang Karlsson. Under våren och sommaren var flera av medlemmarna upptagna med annat, bland annat turnerande med Little Mike and the Sweet Soul Music Band och med den första uppsättningen av Badrock. På hösten turnerade man dock återigen, spelade in ett livealbum på klubben Wa-Waco i Halmstad i november samt gjorde en stor julshow på Daily's i Kungsträdgården i Stockholm.
Under våren 1987 turnerade man flitigt landet runt och albumet Stockholm All Stars - Live! släpptes. Under den senare delen av sommaren turnerade man tillsammans med Totta Näslunds "Varmare än körv" i en paketshow som kallades "Hot Star Connection". Man spelade bl.a. i Kungsträdgården inför cirka 20 000 personer. På denna turné spelade Charlie Norman piano och Leif Larsson keyboards i bandet. Robert Wells hade då lämnat för andra åtaganden.
Under hösten var det dags för turné igen. Jörgen Ingeström var nu bandets nye keyboardist och Charlie Norman medverkade även på denna turné på piano.
Under 1988 spelade man bland annat på "Takrock" i Gävle och på Heden i Göteborg i samband med den stora Restaurangfestivalen i augusti. Man släppte också singeln Break away.
Det som började som ett litet hobbyprojekt kom snart att växa till en annan och oväntad nivå. Bandet drog i princip fulla hus var helst de spelade. Under åren medverkade bland andra Björn Skifs, Jerry Williams, Sharon Dyall, Nisse Landgren och Mikael Rickfors som gästartister. Spelningen på Heden i Göteborg blev den sista som Stockholm All Stars gjorde, men medlemmarna i bandet har senare kommit att samarbeta i olika konstellationer.

## Diskografi[4]
Album
- 1987 Stockholm All Stars - Live! (Star Records)

Singel
- 1988 Break Away/Rocking At Midnight (Sonet)